# فندق جميرا بيتش
فندق جميرا بيتش أو فندق شاطئ جميرا Jumeirah Beach Hotel هو فندق خمسة نجوم في إمارة دبي تم افتتاحه في 1997 ويتميز تصميمه على شكل شراع ويحتوي على 598 غرفة وجناح و19 فيلا شاطئية على الطراز العربي وأكثر من 16 مطعماً ومقهى. يقع قريبا من حديقة وايلد وادي للألعاب المائية وبالقرب من سكاي دبي و كل من سوق مدينة جميرا وشاطئ أم سقيم.

## الموقع
يقع الفندق على شاطئ الجميرا مقابل برج العرب. يمكن الوصول إليه من شارع الجميرا جنوبًا.

## تفاصيل الفندق
يحتل الفندق موقعًا على الشاطئ. يتمتع زوار الفندق بإجمالي33,800 متر مربع (364,000 قدم2) من الشاطئ لاستخدامهم. بجانب الفندق توجد حديقة وايلد وادي المائية. يتمتع جميع النزلاء في الفندق بإمكانية وصول غير محدودة إلى المتنزه المائي.
كانت المنطقة المواجهة للشاطئ حيث يقع برج العرب وفندق جميرا بيتش تسمى سابقًا شاطئ شيكاغو. يقع الفندق على جزيرة من الأراضي المستصلحة قبالة شاطئ فندق شيكاغو بيتش السابق.  تعود أصول اسم المنطقة إلى شركة كباري وحديد شيكاغو التي كانت تحتوي على ناقلات عائمة لتخزين النفط في الموقع قبل وقت طويل من بدء دبي في تحديثها الحالي.
استمر الاسم القديم بعد هدم الفندق القديم في عام 1997 منذ أن كان فندق دبي شيكاغو بيتش هو الاسم العام للمشروع لمرحلة بناء فندق برج العرب حتى أعلن الشيخ محمد بن راشد آل مكتوم الاسم الجديد.
عند اكتماله في عام 1997، كان ارتفاع فندق جميرا بيتش 93 مترًا، مما جعله يحتل المرتبة التاسعة بين أطول المباني في دبي. اليوم، يحتل مرتبة ضمن أقل من 100 أعلى مبنى. على الرغم من التصنيف المتدني للفندق، إلا أنه لا يزال معلمًا من معالم دبي.

## الصور

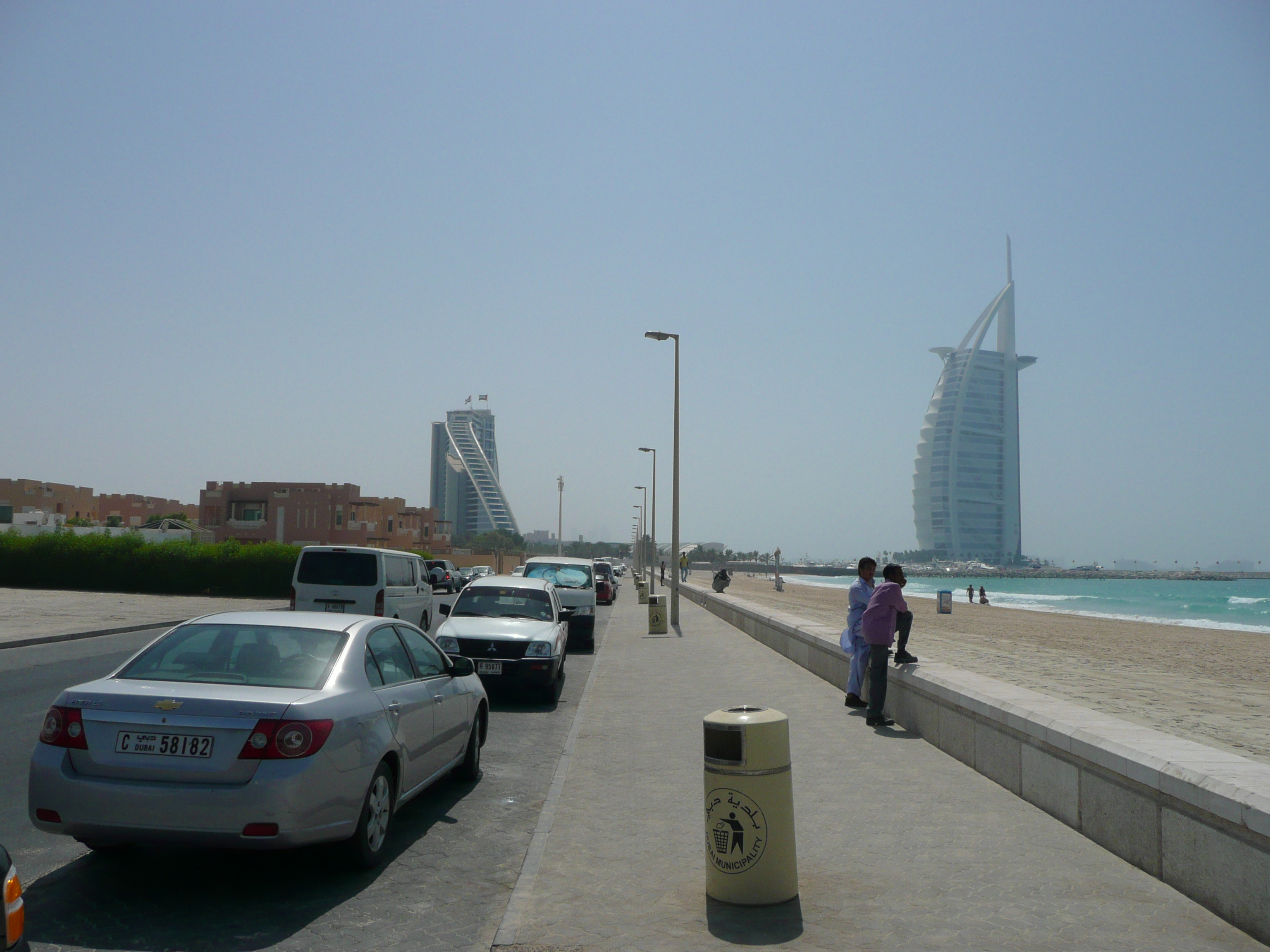
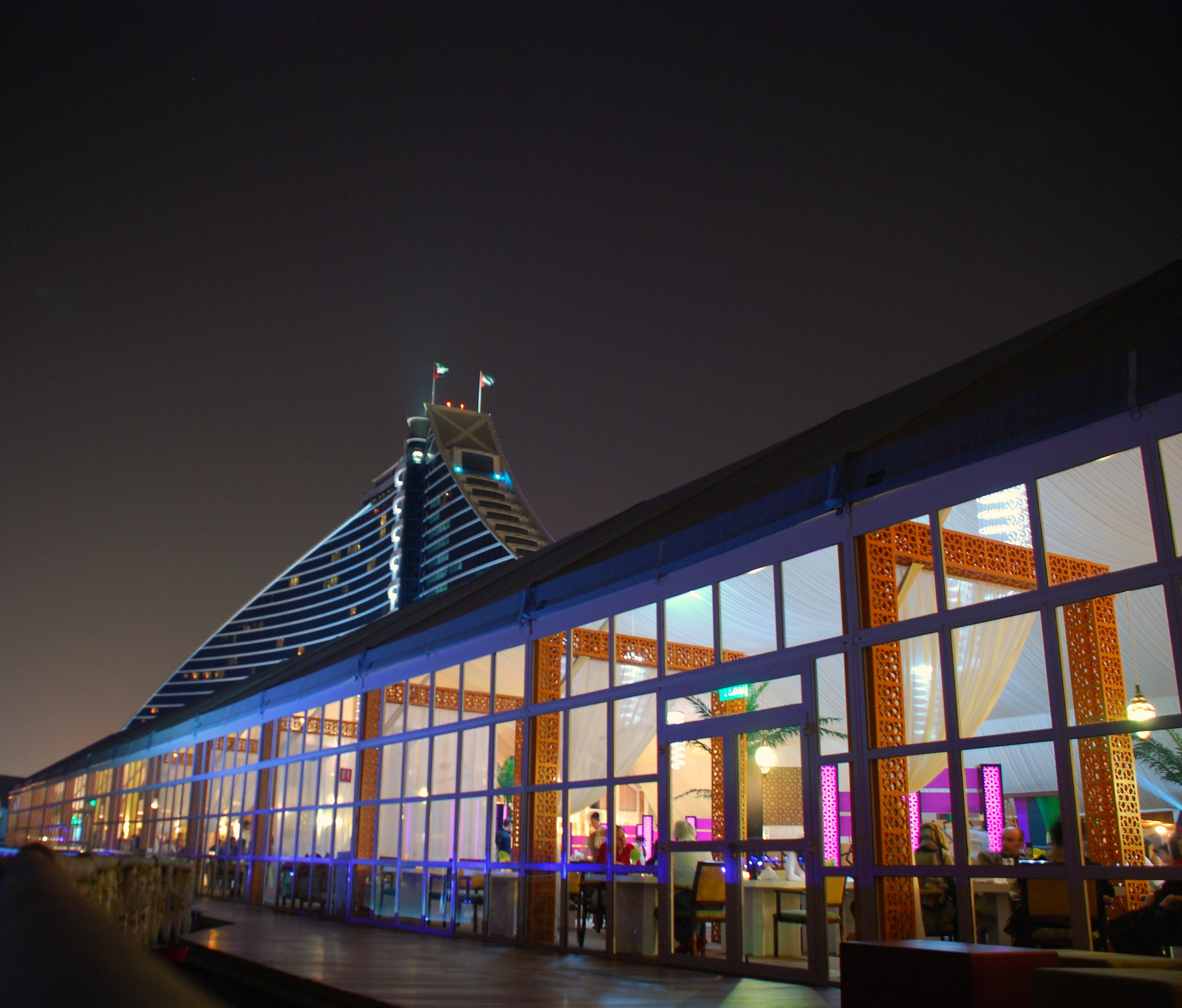
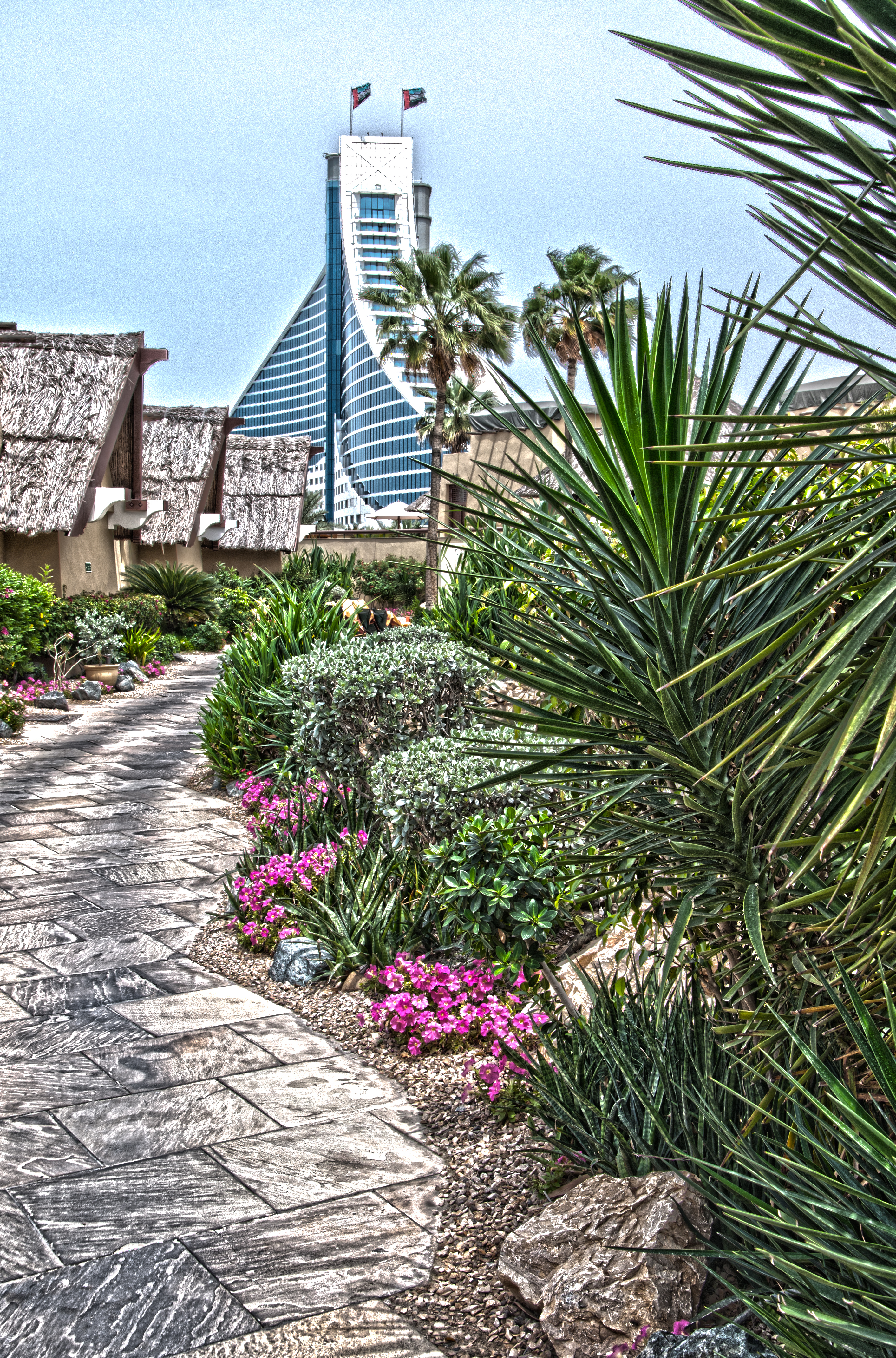
صورة جانبية للفندق
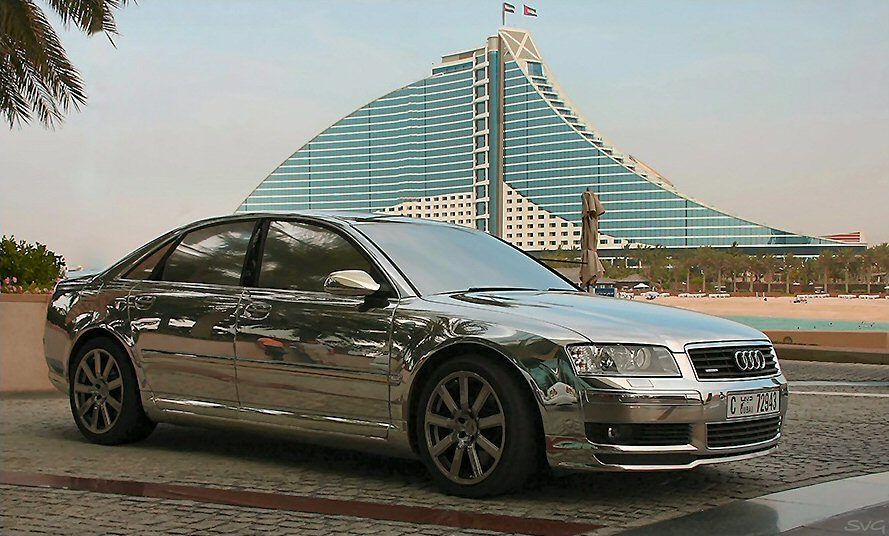
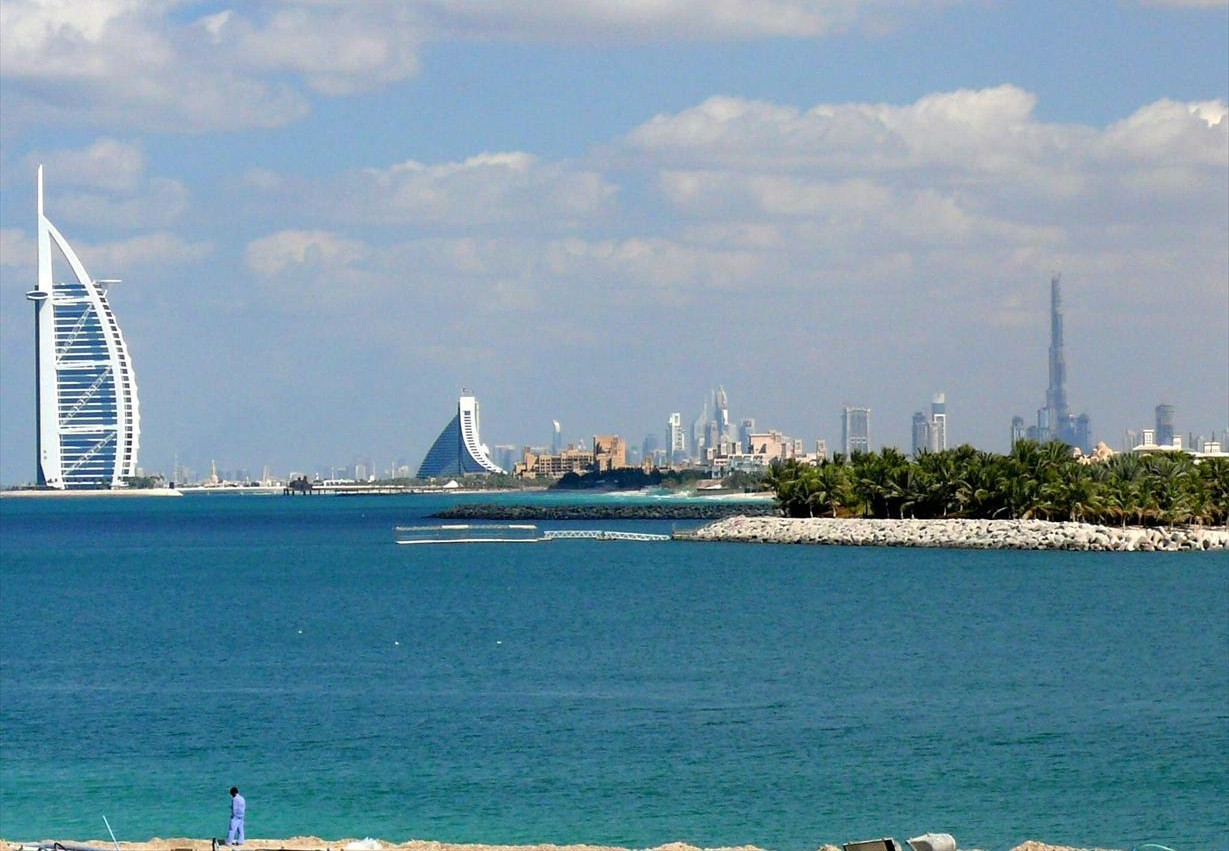
الفندق مقابل برج العرب
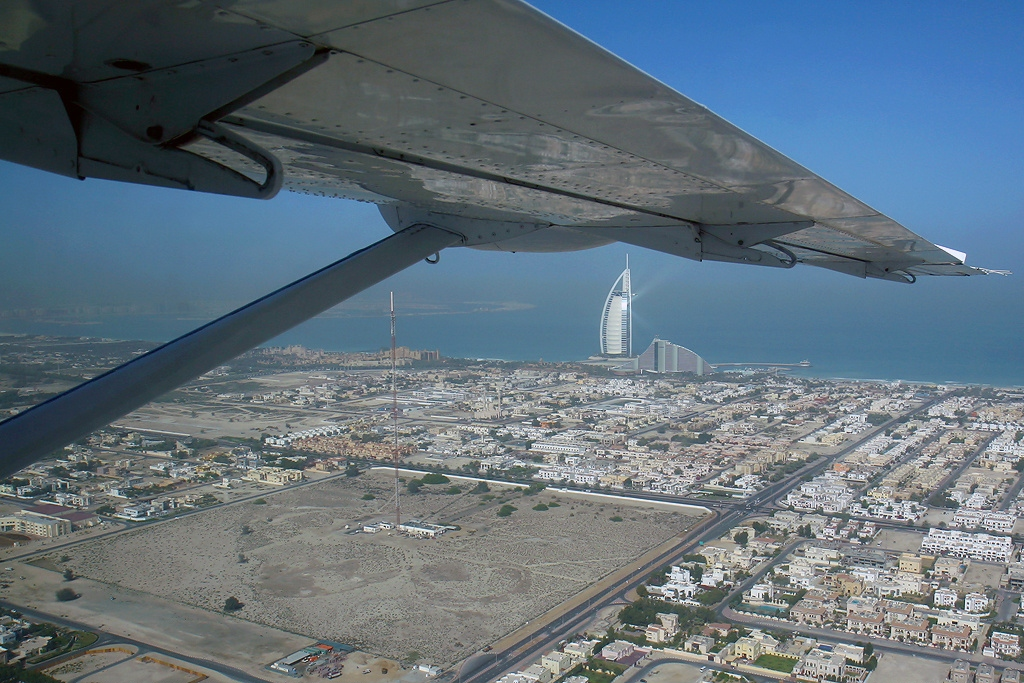
صورة بعيدة من الطائرة

## وصلات خارجية
- الموقع الرسمي